# Блежань (Бузеу)
Блежань, Блежані (рум. Blăjani) — село у повіті Бузеу в Румунії. Адміністративний центр комуни Блежань.
Село розташоване на відстані 112 км на північний схід від Бухареста, 18 км на північ від Бузеу, 95 км на захід від Галаца, 101 км на схід від Брашова.

## Населення
За даними перепису населення 2002 року у селі проживали 922 особи, з них 921 особа (99,9%) румунів. Усі жителі села рідною мовою назвали румунську.